# سیاه‌منصور علیا
سیاه‌منصور علیا، روستایی است از توابع بخش سعدآباد در شهرستان دشتستان استان بوشهر ایراناین روستا یکی از روستاهای قدمت بالای بوشهر می‌باشد. مردم این روستا شغل‌های نظیر دامداری کشاورزی باغداری دارند. رودخانه شاپور که از کنار این روستا می‌گذرد. این روستا در مرز شبانکاره و سعدآباد و در کنار شهر وحدتیه قرار دارد و همچنین راه ارتباطی چندین روستا از ای روستا می‌گذرد.

## جمعیت
این روستا در دهستان وحدتیه قرار داشته و براساس سرشماری سال ۱۳۸۵ جمعیت آن ۴۲نفر (۱۱خانوار) می‌باشد.